# Bellezza e tristezza
Bellezza e tristezza è un romanzo dello scrittore giapponese Yasunari Kawabata.

## Trama
Oki, romanziere affermato, si reca a Kyoto per ascoltare le campane nell'ultimo giorno dell'anno.
In verità vuole incontrare una sua ex amante, Otoko, che aveva sedotto ed abbandonato venti anni prima quando lei era solo sedicenne. Da quella relazione Oki ha tratto il suo libro più famoso La sedicenne.
La donna è ormai una famosa pittrice e vive con la sua giovane allieva ed amante, Keiko, che vuole vendicare la sua maestra.

## Adattamenti cinematografici
- L'amaro giardino di Lesbo (Utsukushisa to kanashimi to), regia di Masahiro Shinoda (Giappone, 1965)
- La tristezza e la bellezza (Tristesse et Beauté), regia di Joy Fleury (Francia, 1985)

## Edizioni
- Yasunari Kawabata, Bellezza e tristezza, traduzione di Atsuko Suga, Einaudi, 1985,  p. 176, ISBN 88-06-13398-5.
- Yasunari Kawabata, Romanzi e racconti, traduzione di Giorgio Amitrano, Mondadori ("I Meridiani"), 1993, ISBN 978-88-04-50320-0.